# Petr Mejzlík
Petr Mejzlík (* 1959) je český triatlonista.

## Biografie
Petr Mejzlík se narodil v roce 1959, sportovat začal v deseti letech v Přibyslavicích, v osmnácti letech nastoupil do oddílu Moravské Slavie Brno. Od roku 2003 se věnuje kvadriatlonu. V roce 2004 se stal mistrem světa v triatlonu. Roku 2009 se stal mistrem České republiky v kvadriatlonu. Je několikanásobným mistrem světa v kvadriatlonu a triatlonu. V roce 2013 obsadil druhé místo ve světové poháru v kategorii od 50 do 60 let, v témže roce se stal vicemistrem světa a Evropy. V roce 2015 se stal mistrem světa v kvadriatlonu. V sérii Ford Czech Tour a Českém poháru v triatlonu obsadil v letech 2014, 2015, 2016 a 2017 druhé místo v kategorii nad 50 let. V roce 2017 získal druhé místo v dlouhém kvadriatlonu. Roku 2016 vyhrál ve své kategorii závod Israman. V roce 2019 se stal mistrem Evropy v kvadriatlonu. V roce 2024 se stal mistrem Evropy v kvadriatlonu.
Získal ocenění jako nejlepší seniorský sportovec Kraje Vysočina, šestkrát byl vyhlášen sportovcem okresu Třebíč a opakovaně získal ocenění sportovec města Třebíč. V roce 2018 získal Skleněnou medaili Kraje Vysočina. V roce 2020 získal v kategorii Veterán ocenění Sportovec města Třebíče.
Závodí za Třebíč.